# Levitacija
 Ovo je glavno značenje pojma Levitacija. Za druga značenja pogledajte Levitacija (paranormalno).
Levitacija je pojava da neko tijelo ne reagira na djelovanje privlačne sile u čijem je polju smješteno. Odsutnost nužne reakcije – pojave ubrzanja (padanja), ka hvatištu privlačne sile, ili pak pojave težine – odsutnost, dakle, takve reakcije, tj. levitacija, koliko je poznato, može biti uzrokovana specifičnim, orbitalnim, tj. kružnim kretanjem levitirajućeg tijela u polju privlačne sile.
No, levitacija može biti uzrokovana i djelovanjem neke odbojne sile: elektriciteta ili magnetizma.